# Lorena Blanco
Lorena Blanco Zuloaga (Lima, 22 de julio de 1977) es una deportista peruana que compitió en bádminton. Ganó dos medallas de bronce en los Juegos Panamericanos de 2003, en las pruebas individual y dobles.

## Palmarés internacional
| Juegos Panamericanos | Juegos Panamericanos            | Juegos Panamericanos | Juegos Panamericanos |
| Año                  | Lugar                           | Medalla              | Prueba               |
| -------------------- | ------------------------------- | -------------------- | -------------------- |
| 2003                 | Santo Domingo (Rep. Dominicana) | Medalla de bronce    | Individual           |
| 2003                 | Santo Domingo (Rep. Dominicana) | Medalla de bronce    | Dobles               |